# Olivetti Lettera 22
La Lettera 22 è una popolare macchina per scrivere meccanica portatile realizzata dalla società Olivetti. Fu uno dei prodotti Olivetti di maggior successo negli anni cinquanta e ricevette premi sia in Italia (Premio Compasso d'oro 1954) sia all'estero (miglior prodotto di design del secolo secondo l'Illinois Institute of Technology nel 1959). Il Triennale Design Museum custodisce ben 6 modelli di Lettera 22 in tre collezioni diverse compresa la collezione permanente, inoltre è esposta nella collezione permanente di design al Museum of Modern Art di New York. Veniva prodotta nello stabilimento Olivetti di Agliè (Torino).

## Storia
Fu disegnata nel 1950 dall'architetto e designer Marcello Nizzoli, collaboratore dell'azienda di Ivrea dal 1938, su progetto dell'ingegnere Giuseppe Beccio, direttore tecnico dell'Olivetti. La Lettera 22 fu il secondo modello di macchina da scrivere portatile prodotto dalla Olivetti e sostituì il modello Olivetti MP1, uscito nel 1932 e progettato da Riccardo Levi, con design di Aldo Magnelli. La linea ideata da Nizzoli traeva spunto dal lavoro di ricerca a cui questi partecipò per la realizzazione della Olivetti Lexikon 80.

## Caratteristiche
La tastiera è in bachelite (nella prima versione) o in plastica (nella seconda) ed incorporata nella carrozzeria in alluminio. Il rullo è incastrato senza sporgenze, ad eccezione della manopola, rispetto al piano orizzontale della macchina; la leva dell'interlinea è emergente ma più compatta nel corpo della macchina rispetto alla Lexikon 80, per rispondere alle esigenze di trasportabilità e di limitato ingombro. La macchina per scrivere misura 8,3 × 29,8 × 32,4 cm, risultando, nonostante il peso di circa 4 kg, estremamente funzionale al trasporto per i canoni dell'epoca. L'unità della carrozzeria è ottenuta nonostante la divisione della scocca in due parti per consentire la pulizia dei martelletti, la sostituzione del nastro di scrittura e un più facile accesso agli altri dispositivi. Veniva venduta accompagnata da una valigetta in cartone o similpelle con maniglia, in modo da agevolarne il trasporto.
La Lettera 22 è una macchina per scrivere con leve di scrittura a pressione. Ogni volta che viene premuto un tasto, il martelletto corrispondente, tramite il cinematico, va a colpire il nastro inchiostrato, dietro al quale si trova il foglio di carta, sul quale viene così impresso il simbolo corrispondente. Una piccola leva situata in alto a destra della tastiera può essere usata per controllare la posizione del nastro e selezionare se battere in colore nero, in colore rosso (possibile solo utilizzando un nastro a doppio colore di inchiostro) o senza inchiostro (funzione utile in caso di copie con la carta carbone o per la preparazione di matrici a inchiostro per il ciclostile).
Il movimento del nastro, che si ha a ogni pressione, cambia direzione automaticamente quando il nastro è finito su entrambe le ruote. Due sensori meccanici, vicino a ogni ruota, si spostano quando il nastro si tende (ciò indica che sta terminando) e fissano la ruota giusta al meccanismo di trasporto del nastro staccando l'altra. La tastiera è del tipo QZERTY, impostazione tipica delle macchine per scrivere italiane (a differenza delle moderne tastiere per computer, che usano lo schema QWERTY). Oltre ai tasti di scrittura la tastiera include una barra spaziatrice, due tasti per le maiuscole, un tasto per il blocco delle maiuscole e un tasto di ritorno a capo. Di questi solo il tasto di ritorno a capo ha indicato un simbolo su di sé (una freccia rivolta a destra), mentre gli altri cinque sono vuoti.
Il tasto tabulatore era invece inizialmente presente solo nella versione più costosa LL, con vernice beige lucida e dispositivo di blocco carrello per il trasporto. La versione base L era invece priva di questi dispositivi ed era verniciata in beige goffrato. All'incirca dal 1955 la macchina verrà invece offerta nella sola versione più ricca e in diverse tinte pastello, le più comuni delle quali sono l'azzurro e il verde.
L'insieme dei tasti di scrittura ha alcune evidenti mancanze; ad esempio non è presente il tasto del numero 1, che si deve scrivere battendo la lettera l (elle) minuscola oppure la I (i) maiuscola. Allo stesso modo non è presente lo zero, che si ottiene con la O (o) maiuscola. Mancano anche i tasti per le vocali accentate maiuscole usate nella scrittura della lingua italiana, e per accentare una vocale maiuscola si deve battere dopo di essa un apostrofo. Queste mancanze, sebbene oggi possano sembrare strane, erano piuttosto comuni nelle vecchie macchine per scrivere. Su richiesta, potevano comunque essere ordinate con il tasto 1 o con altri caratteri speciali, così come potevano essere ordinate con tastiere per scrivere in altre lingue. 

## Utilizzatori celebri
Sono molti i personaggi famosi che hanno utilizzato esemplari di Lettera 22 come strumenti di lavoro:
- Pier Paolo Pasolini, giornalista, scrittore e regista;
- Carlo Biotti, giudice.[10]

- Enzo Biagi, giornalista e scrittore;
- Cesare Marchi, giornalista e scrittore;
- Indro Montanelli, giornalista e scrittore;
- Philip Roth, scrittore;
- Günter Grass, scrittore.
- Will Self, giornalista e scrittore; [11]
- Leonard Cohen, cantautore, poeta e scrittore; [12]
- Tom Hanks, attore; [13]
- Joan Didion, scrittrice;
- Leonardo Sciascia, scrittore.[14]

## Disposizione caratteri

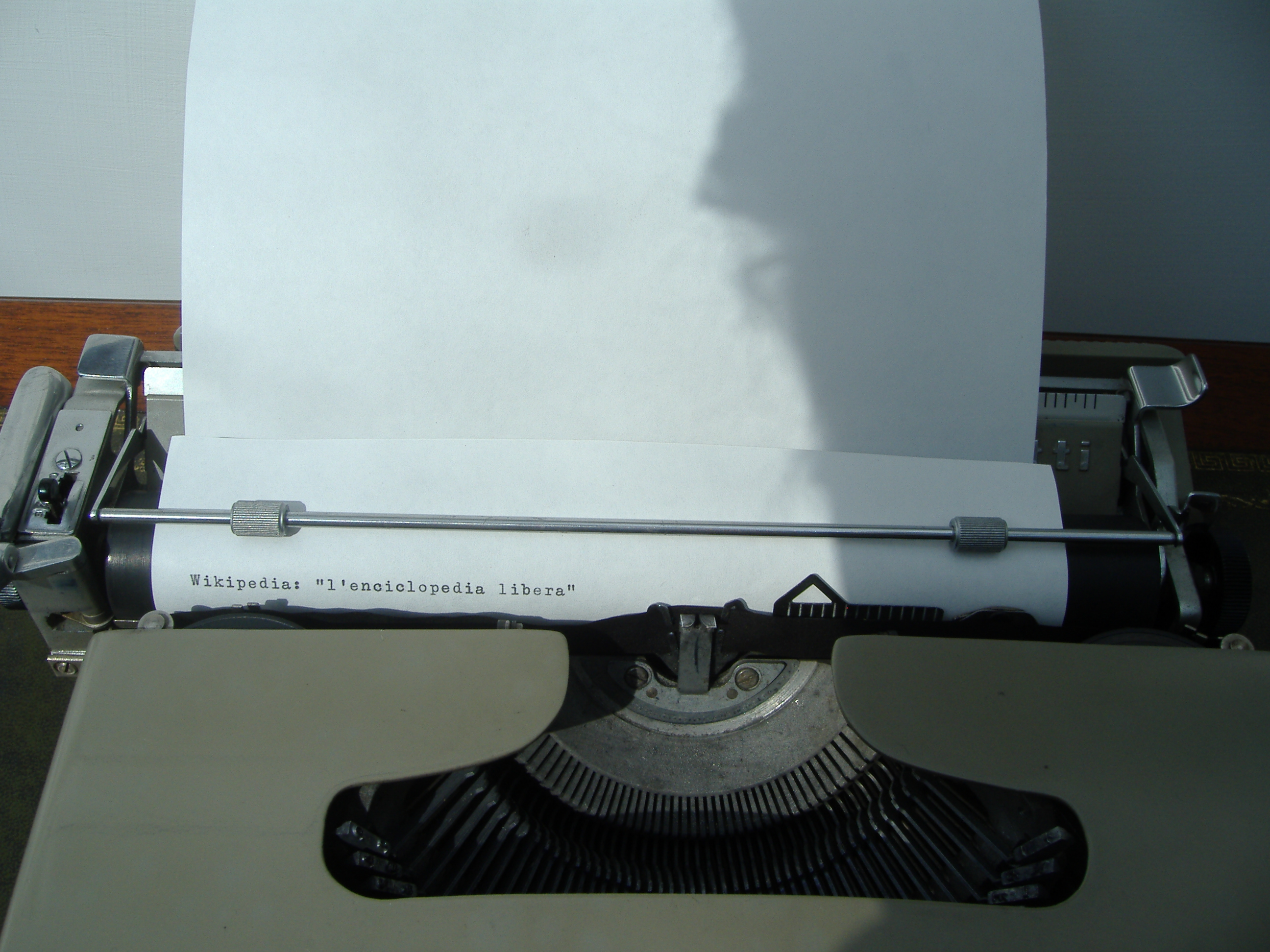
Esempio di scrittura con la Lettera 22: "Wikipedia, l'enciclopedia libera"

### Normale
| é | " | ' | ( | _ | è | ^ | ç | à | ) | - |
| q | z | e | r | t | y | u | i | o | p | ì |
| a | s | d | f | g | h | j | k | l | m | ù |
| w | x | c | v | b | n | , | ; | : | ò |   |

### Maiuscole
| 2 | 3 | 4 | 5 | 6 | 7 | 8 | 9 | & | ° | + |
| Q | Z | E | R | T | Y | U | I | O | P | = |
| A | S | D | F | G | H | J | K | L | M | % |
| W | X | C | V | B | N | ? | . | / | ! |   |

## Nei media
- Lettera 22 è il titolo di una canzone de I Cugini di Campagna, presentata al Festival di Sanremo 2023; nel videoclip ufficiale della canzone si può proprio vedere la macchina da scrivere omonima.
- Lettera 22 è il titolo di un cortometraggio opera prima del regista Rocco Triventi, vincitore del Premio della Critica e del Premio della Giuria Popolare nella sezione Corti del Territorio al VII Festival del Cinema indipendente di Foggia nel 2007. Il protagonista Concetto Virri (interpretato dall'attore Alfonso Errico) passa le sue giornate in solitudine scrivendo 22 messaggi con la sua vecchia macchina per scrivere, appunto, la Lettera 22.
- Con tale nome si indica anche una serie di piccoli sketch comici realizzati da Emilio Gatto presenti in alcuni programmi della Gialappa's Band.
- Nel suo libro postumo Sulla finitezza, Günter Grass ribattezza la sua azzurrognola “Lettera 22”, l'inseparabile macchina da scrivere, «L'amante del nonno», in una poesia dedicata alla famosa Olivetti.[15]
- Una squadra di pallacanestro di Ivrea, città dove aveva sede l'azienda Olivetti, è chiamata Lettera 22.[16]
- Nel romanzo Vizio di forma di Thomas Pynchon, c'è un riferimento al Lettera 22.
- La Lettera 22 compare nel film, Il talento di Mr. Ripley di 1999.
- La Lettera 22 è utilizzata dal personaggio Oliver Tate nel film Submarine (film) di 2010.
- Il giornalista italiano Indro Montanelli usava la sua Lettera 22 quasi dappertutto. Un monumento nei Giardini pubblici Indro Montanelli è dedicato a lui e la sua Olivetti.
- La scrittrice americana Joan Didion fa riferimento alla sua Olivetti Lettera 22 nel suo libro Where I Was From (2003), ricordando che l'abbia usato per scrivere il suo primo romanzo.